# Erandio
Erandio – gmina w Hiszpanii, w prowincji Biskaja, w Kraju Basków, o powierzchni 17,97 km². W 2011 roku gmina liczyła 24 326 mieszkańców.